# Asperula baldaccii
Asperula baldaccii är en måreväxtart som först beskrevs av Eugen von Halácsy, och fick sitt nu gällande namn av Friedrich Ehrendorfer. Asperula baldaccii ingår i släktet färgmåror, och familjen måreväxter. Inga underarter finns listade i Catalogue of Life.